# Аркадакская волость (Балашовский уезд)
Аркадакская волость — административно-территориальная единица в составе Балашовского уезда Саратовской губернии.

## Состав на 1913 год
Население составило 6 932 человек. Волость включала 12 населённых пунктов, в том числе 1 село, 3 деревени, 8 посёлков.
- село Аркадак — 3 648 человек
- деревня Подрезинка — 617 человек
- деревня Подгорная — 1 060 человек
- деревня Нескучная — 764 человек
- посёлок №1 Владимировка — 123 человека
- посёлок №2 Борисовка — 118 человек
- посёлок №3 Дмитриевка — 85 человек
- посёлок №4 Марьяновка — 90 человек
- посёлок №5 Вяземский — 77 человек
- посёлок №6 Леонидовка — 113 человек
- посёлок №7 Лидовка — 90 человек
- посёлок при ст. Аркадак — 147 человек

## Примечание
- Список населенных мест Саратовской губернии. Балашовский уезд.